# Marina Silva
Maria Osmarina Marina Silva Vaz de Lima  (sinh ngày 8 tháng 2 năm 1958) là một chính trị gia và nhà môi trường người Brazil. Cô hiện là phát ngôn viên của Đảng Bền vững (REDE). Trong sự nghiệp chính trị của mình, Silva từng là Thượng nghị sĩ của bang Acre từ năm 1995 đến 2011 và Bộ trưởng Môi trường từ năm 2003 đến 2008. Bà từng ra tranh cử tổng thống vào các năm 2010, 2014 và 2018.
Sinh ra trong một đồn điền cao su ở Acre, Marina chuyển đến thủ đô Rio Branco khi còn là một thiếu niên, nơi bà học chữ. Sau khi tốt nghiệp trung học, bà đã hoàn thành chương trình đại học về Lịch sử của Đại học Liên bang Acre năm 26 tuổi. Bà đã quan tâm đến chính trị và gia nhập Đảng Cộng sản Cách mạng, một tổ chức Marxist được đặt trong Đảng Công nhân (PT), sau đó bà giúp thành lập Trung tâm Công nhân Thống nhất. Bà đã giúp Chico Mendes lãnh đạo phong trào công đoàn, được bầu làm ủy viên hội đồng của Rio Branco vào năm 1988 cho nhiệm vụ đầu tiên của cô trong một văn phòng công cộng.
Silva là thành viên của PT cho đến năm 2009, và từng là Thượng nghị sĩ trước khi trở thành Bộ trưởng Môi trường vào năm 2003. Bà ra tranh cử tổng thống trong cuộc bầu cử Brazil năm 2010 với tư cách là ứng cử viên của Đảng Xanh (PV), đứng thứ 3 với 19% phiếu bầu vòng một. Vào tháng 4 năm 2014, Eduardo Campos tuyên bố ứng cử vào cuộc bầu cử tổng thống mùa thu 2014, đặt tên cho Marina Silva là ứng cử viên phó tổng thống. Sau cái chết của Campos trong một vụ tai nạn máy bay vào tháng 8, bà đã được chọn để ứng cử vào vị trí ứng cử viên của Đảng Xã hội cho chức Chủ tịch. Trong vòng đầu tiên của cuộc bầu cử tháng 10 năm 2014, bà đã giành được 21% phiếu bầu (ít hơn nhiều cuộc thăm dò ý kiến đã dự đoán), đứng thứ 3 và không thể tiến tới vòng tranh cử. Ở vòng thứ hai, bà ủng hộ PSDB ứng cử viên Aécio Neves qua PT đương nhiệm Dilma Rousseff. Bà đang tranh cử tổng thống một lần nữa trong cuộc bầu cử năm 2018, lần này thuộc Mạng lưới bền vững.
Silva đã giành được một số giải thưởng từ các tổ chức của Hoa Kỳ và quốc tế để công nhận hoạt động môi trường của cô. Năm 1996, Silva đã giành giải thưởng môi trường Goldman cho Nam và Trung Mỹ. Năm 2007, Chương trình Môi trường Liên Hợp Quốc đã gọi bà là một trong những Nhà vô địch của Trái đất  và Giải thưởng Sophie năm 2009. Vào tháng 12 năm 2014, Marina Silva được tờ báo Thời báo Tài chính Anh bầu chọn là một trong những Phụ nữ của Năm. Silva cũng là một thành viên của nhóm cố vấn dựa trên cơ sở Washington, DC, Đối thoại liên Mỹ. Năm 2010, bà cùng với Cécile Duflot, Monica Frassoni, Elizabeth May và Renate Künast, được tạp chí Foreign Policy đưa vào danh sách các nhà tư tưởng hàng đầu toàn cầu, để lấy Green chủ đạo. Năm 2012, bà là một trong tám người được chọn để mang cờ cho lễ khai mạc Thế vận hội Olympic Luân Đôn.